# Punica
- Commons
- Wikispecies

Punica L. é um género botânico pertencente à família Lythraceae. Popularmente conhecida como Romã.

## Espécies
| - Punica florida - Punica granatum - Punica grandiflora - Punica multiflora | - Punica nana - Punica protopunica - Punica sinensis - Punica spinosa |

- Lista completa

## Classificação do gênero
| Sistema | Classificação                      | Referência               |
| ------- | ---------------------------------- | ------------------------ |
| Linné   | Classe Icosandria, ordem Monogynia | Species plantarum (1753) |